# Lev Lvovici Baikov
Lev Lvovici Baikov (în rusă Лев Львович Байков, n. 15 iunie 1869, Izium, gubernia Harkov⁠(d), Imperiul Rus – d. 23 noiembrie 1938, Belgrad, Regatul Iugoslaviei) a fost unul dintre generalii Armatei Țariste Ruse din Primul Război Mondial.
A îndeplinit funcția de comandant al Diviziei 115 Infanterie rusă în campania acesteia din România, având gradul de general-maior.:pp. 181-182 